# Lake Success
Lake Success ist ein Dorf im US-Bundesstaat New York im Nassau County. Es leben dort etwa 2900 Einwohner auf einer Fläche von 5,0 km².
Das Dorf gehört zur Stadt North Hempstead im Westen von Long Island. Lake Success war Sitz der Vereinten Nationen, der Sperry Corporation, und ist heute Sitz von Canon U.S.A., Inc.

## Geografie
Nach Angaben des United States Census Bureau hat das Dorf eine Gesamtfläche von 4,9 km² von denen 0,1 km² (2,08 %) auf Wasserflächen entfallen und 4,8 km² (97,92 %) auf Landflächen.

## Geschichte
Lake Success bezieht seinen Namen vom gleichnamigen Toteissee, der nach Überlieferungen von den amerikanischen Ureinwohnern Sucut genannt wurde. William K. Vanderbilt II kaufte im ausgehenden 19. Jahrhundert Land an diesem See, wo im Dezember 1927 das heutige Dorf gegründet wurde.
1939 kaufte die US-Regierung eine große Parzelle zwischen Marcus Avenue, Lakeville Road und Union Turnpike, um dort Platz für die Sperry Corporation zu schaffen, die dort eine Vielzahl von Marine-, Militär-, Raumfahrt- und Navigationsgeräten produzierte. Während des Zweiten Weltkriegs arbeiteten 22.000 Menschen in diesem Unternehmen. Nach dem Krieg wurden zwischen 1946 und 1951 Teile dieser Anlage als temporäres Hauptquartier für die Vereinten Nationen genutzt, weil das UN-Hauptquartier in New York noch nicht fertiggestellt war.
Die 1993 gegründete Hain Celestial Group hat dort ihr Hauptquartier.
Unter den weiteren Nutzern des Geländes befanden sich Unisys, Loral Corporation und Lockheed Martin, die dort auf 140.000 m² Raumfahrt- und Marinetechnik produzierten, bis Lockheed die Anlage 1998 schloss. Im Jahr 2000 kaufte das Unternehmen National RE/sources das 380.000 m² große Gelände von Lockheed, wandelte es in ein Gewerbegebiet um und gab ihm den Namen i.park.
Der Großteil des Dorfes ist Teil des Great Neck School District, in dem sich die örtliche Schule, die Great Neck South High School befindet. Lake Success stellt die Rundfunklizenz (city of license) für den in Manhattan befindlichen Adult-Contemporary-Radiosender WKTU bereit.

## Bevölkerung
Nach der Datenlage des United States Census 2000 gab es im Jahr 2000 in Lake Success 2797 Einwohner, 798 Haushalte und 683 Familien mit festem Wohnsitz. Die Bevölkerungsdichte betrug 574,4 Personen/km². Es gab 824 Wohn- und Gebäudeeinheiten mit einer durchschnittlichen Dichte von 169,2 Einheiten/km². Die Zusammensetzung des Dorfes nach Rassen (race) ergab sich durch: 78,94 % Weiße, 4,76 % Afro-Amerikaner, 15,16 % Asiaten, 0,04 % Pacific Islander, 0,25 % anderer Rassen, und 0,86 % mit zwei oder mehr Rassen. Die erfassten Ethnien, Hispanos und Latinos, bildeten zusammen 1,18 % Anteil an der Bevölkerung.
Es gab 798 Haushalte, darunter 35,3 % mit im Haushalt lebenden Kindern unter 18 Jahren, 77,9 % mit verheirateten, zusammenlebenden Paaren, 5,4 % Haushalte die von Frauen ohne Ehemann geführt werden, und 14,4 % andere nicht-familien Haushalte. 12,4 % aller Haushalte waren Einzelhaushalte und 9,9 % Einzelhaushalte mit Personen im Alter von 65 Jahren oder älter. Die durchschnittliche Haushaltsgröße betrug 2,86 Personen und die der durchschnittlichen Familiengröße lag bei 3,11 Personen.
Die Altersverteilung im Dorf schlüsselte sich wie folgt auf: 20,1 % unter 18-Jährige, 4,1 % zwischen 18 und 24 Jahren, 15,8 % zwischen 25 und 44 Jahren, 24,3 % zwischen 45 und 64 Jahren und 35,8 % die 65 Jahre oder älter waren. Das Durchschnittsalter lag bei 52 Jahren. Statistisch gesehen kamen auf 100 Frauen 80,1 Männer. In der Gruppe der Personen die 18 Jahre und älter waren, kamen auf 100 Frauen 73,1 Männer.
Das Durchschnittsjahreseinkommen eines Haushaltes betrug 134.383 US-Dollar, und das der Durchschnittsfamilie lag bei 145.562 US-Dollar. Männer hatten ein Durchschnittsjahreseinkommen von 100.000 US-Dollar gegenüber dem der Frauen mit 46.923 US-Dollar. Das Pro-Kopf-Einkommen für das gesamte Dorf lag bei 58.002 US-Dollar. Etwa 1,4 % der Familien und 1,9 % der Einwohner hatten ein Einkommen unterhalb der Armutsgrenze, darunter 1,6 % unter 18-Jährige und 3,2 % im Alter von 65 Jahren und älter.

## Berühmte Söhne und Töchter
- Talia Shire (* 25. April 1946 in Lake Success, als Talia Rose Coppola), US-amerikanische Schauspielerin